# The Stupid Set
The Stupid Set sono stati un gruppo musicale post-punk Italiano formato a Bologna nel 1979 e scioltosi nel 1983.

## Storia
Gli Stupid Set si formano nel 1979 a Bologna all'interno della Traumfabrik, una casa occupata da Filippo Scozzari, Gianpietro Huber e Dadi Mariotti in via Clavature e diventata in quegli anni una vera e propria fucina di artisti.

### Tide Toast
Gianpietro Huber, che in precedenza era stato tra i fondatori del Centro d'Urlo Metropolitano, poi divenuti Gaznevada, dà vita al progetto Tide Toast con l'intento di creare una band completamente dedicata all'attività di studio. L'idea, ispirata soprattutto dalla ricerca dei californiani Residents, era quella di esplorare tutti gli aspetti, anche inconsueti e stravaganti, delle emergenti novità della tecnologia audio e dedicarsi a diversi generi musicali inventando anche gruppi inesistenti. Nascono così i Marconi Connection, i Merrik Bros., Astro Vitelli & i Cosmos, gli After Bomb Boys, i Midnight Devils ecc.

### The Stupid Set
Gli Stupid Set nacquero come la costola rock del progetto Tide Toast. Il gruppo comprendeva Gianpietro Huber, Giorgio Lavagna, Fabio Sabbioni, Paolo Bazzani e alla batteria una Roland R66. Nel 1980 il produttore Oderso Rubini pubblicò il primo EP The Stupid Set' Hello I Love You che conteneva, oltre alla cover del brano dei Doors, altri 4 brani. Importante fu la sperimentazione sui supporti, che venivano usati in modo anomalo. Spesso i 7" venivano stampati a 33 giri, oppure molti LP avevano solo due brani.
Nel 1980 iniziò la collaborazione con il gruppo di videomakers Grabinsky (Emanuele Angiuli e Renato de Maria) con i quali realizzarono uno spettacolo multimediale (pratica allora poco diffusa) dal titolo Tapeshow che debuttò alla IV Settimana Internazionale della Performance di Bologna e che comprendeva tutti i brani dei dischi fino ad allora pubblicati (Hello I love you, Soft parade, Rangoon Patrol). La band collaborava anche con Enrico Serotti e Francesco Chiarini, con cui realizzò Hear the Rumble, un brano ballabile che andò a riempire la facciata B di Mumble Rumble, colonna sonora di un fumetto di Giorgio Carpinteri.
Nel luglio del 1980 il gruppo partecipa al festival organizzato dalla Italian Records, New (o No) Wave, che vedeva sul palco anche i Confusional Quartet e gli 8-Eyed Spy di Lydia Lunch
Nell'inverno 1980-81 viene messo in cantiere Soul of Trade, una compilation di rivisitazioni di jingle e spot pubblicitari riassemblati applicando una versione personalizzata della tecnica del Cut-up di William Burroughs. Purtroppo il disco rimane inedito a causa di disaccordi con l'Italian Records.
Nel 1981 Fabio Sabbioni lascia il gruppo per formare gli Hi-Fi Bros. All'inizio del 1982 arriva Umberto Lazzari, con il quale gli Stupid Set realizzano Psycodisco insieme al dj Flavio Vecchi (Snowblitz dj).  Psycodisco viene presentato a Bologna nell'estate del 1982 durante la rassegna Contaminazioni, ma rimane anch'esso inedito.
Nel 1983 poco prima della rottura con l'Italian Records viene pubblicato  l'ultimo singolo, una versione edulcorata del primo brano di Psycodisco,  intitolato Don't Be Cold (In The Summer of Love), con l'aggiunta della voce di una giovanissima ed esordiente Angela Baraldi.
Nel 2006 esce su CD  L'antologia You Guys Don't Exist, che contiene tutto il materiale pubblicato con l'Italian Records più due inediti tratti da Soul of Trade e Psycodisco.
Nella primavera del 2015 dopo oltre trent'anni dalla loro registrazione escono finalmente sia PSYCODISCO, ceduto gratuitamente dalla band alla Opilec Music di Gianluca Pandullo che lo commercializzerà come Psychodisco, sia soprattutto SOUL OF TRADE rimasterizzato digitalmente da Oderso Rubini e pubblicato su vinile (con CD allegato) dalla Splittle Records  distribuita da Goodfellas.

## Formazione
- Gianpietro Huber
- Giorgio Lavagna
- Paolo Bazzani
- Fabio Sabbioni
- Umberto Lazzari
- Enrico Serotti (guest in Hear the Rumble)
- Francesco Chiarini  (computer grafica in Psycodisco)
- Angela Baraldi (guest in Don't Be Cold)

## Discografia

### Album in studio
- 2015 - Psychodisco (Opilec Music)
- 2015 - Soul of Trade (Spittle Record)

### Raccolte
- 2006 - You Guys Don't Exist! (Astroman.It)

### Singoli
- 1980 - Hello I Love You (Italian Records)
- 1981 - Rangoon Patrol / Heart of State (Mmmh Records) split con Marconi Connection
- 1981 - Soft Parade (Mmmh Records)
- 1982 - Mumble Rumble / Hear the Rumble (Italian Records/Frigidaire)
- 1982 - Hear the Rumble (Italian Records) con Enrico Serotti
- 1983 - Hear The Rumble (Night Elephant)
- 1983 - Don't Be Cold (In the Summer of Love) (Italian Records)
- 2006 -  Confuzed Disco Reprise (Mantra Vibes) split con N.O.I.A. e Neon

### Partecipazioni
- 1980 - AA.VV. Bologna Rock (Edizioni Re Nudo) con il brano Excerpt from the Stupid Set Wild Tapes
- 1983 - AA.VV. Coca (Many Records) con il brano Don't Be Cold (In the Summer of Love)
- 1983 - AA.VV. Discoteca Ai Giganti G3-83GM (Discoteca ai Giganti) con il brano Don't Be Cold (In the Summer of Love)
- 2006 - AA.VV. Confuzed Disco - A Retrospective Of Italian Records (Irma Records) con i brani Don't Be Cold (In the Summer of Love) (Instrumental) e Hear the Rumble (Pinktronix Re-Edit)
- 2009 - Fabrizio Mammarella Hell Yeah Disco Cabinet (Hell Yeah Recordings) con il brano Don't Be Cold (In the Summer of Love) (Instrumental Mix)
- 2010 - AA.VV. L'Anthologia New Wave (Punk e Post-Punk, 1977-1980) (Cramps Records) con il brano S.W. Digestion (as Stupid Set, The)
- 2012 - AA.VV. New Wave Italiana 1980~1986 (Spittle Records) con il brano Hear The Rumble
- 2013 - AA.VV. Italian Records - The Singles 7" Collection (1980-1984) (Spittle Records)